# Coupe d'Afrique de rugby à XV 2005
Navigation
Coupe d'Afrique 2004 Coupe d'Afrique 2006
La coupe d'Afrique de rugby 2005, également appelée Top 9, est une compétition organisée par la Confédération africaine de rugby qui oppose les 9 meilleures nations africaines. Le Maroc remporte cette édition en battant Madagascar en finale (43-6).

## Participants
| Rang RA | Rang WR | Équipe         | Participation (Pre) | Meilleur résultat      |
| ------- | ------- | -------------- | ------------------- | ---------------------- |
| -       | 3       | Afrique du Sud | 3e (2000)           | Vainqueur (2000, 2001) |
| 1       | 22      | Maroc          | 6e (2000)           | Vainqueur (2003)       |
| 2       | 23      | Namibie        | 6e (2000)           | Vainqueur (2002, 2004) |
| 3       | 30      | Tunisie        | 5e (2000)           | Finaliste (2002)       |
| 4       | 39      | Côte d'Ivoire  | 5e (2001)           |                        |
| 5       | 44      | Madagascar     | 4e (2002)           |                        |
| 6       | 46      | Zimbabwe       | 6e (2000)           |                        |
| 7       | 49      | Kenya          | 3e (2003)           |                        |
| 9       | 66      | Ouganda        | 3e (2003)           |                        |

## Premier tour

### Poule A
| Rang | Nation                  | J | V | N | D | Pm  | Pe  | Diff | Pts |
| ---- | ----------------------- | - | - | - | - | --- | --- | ---- | --- |
| 1    | Afrique du Sud amateurs | 2 | 2 | 0 | 0 | 145 | 39  | +106 | 6   |
| 2    | Zimbabwe                | 2 | 1 | 0 | 1 | 42  | 52  | -10  | 4   |
| 3    | Ouganda                 | 2 | 0 | 0 | 2 | 15  | 111 | -96  | 2   |

|  | Qualifié pour les demi-finales (no 1). |
|  | Pts, points; J, matchs joués; V, victoires ; N, match nuls ; D, défaites ; PP, points pour ; PC, points contre ; Diff, différence de points. |

### Détails des résultats
| 27 août 2005 | Ouganda | 5 - 13 | Zimbabwe | Kampala |
| 27 août 2005 |         |        |          | Kampala |
| 27 août 2005 |         |        |          | Kampala |

| 17 septembre 2005 | Zimbabwe | 29 - 47 | Afrique du Sud - Amateurs | Harare |
| 17 septembre 2005 |          |         |                           | Harare |
| 17 septembre 2005 |          |         |                           | Harare |

| 1er octobre 2005 | Afrique du Sud - Amateurs | 98 - 10 | Ouganda | Johannesburg |
| 1er octobre 2005 |                           |         |         | Johannesburg |
| 1er octobre 2005 |                           |         |         | Johannesburg |

### Poule B
| Rang | Nation        | J | V | N | D | Pm | Pe | Diff | Pts |
| ---- | ------------- | - | - | - | - | -- | -- | ---- | --- |
| 1    | Namibie       | 2 | 2 | 0 | 0 | 61 | 17 | +44  | 6   |
| 2    | Madagascar    | 2 | 1 | 0 | 1 | 47 | 65 | -18  | 4   |
| 3    | Côte d'Ivoire | 2 | 0 | 0 | 2 | 10 | 36 | -26  | 1   |

|  | Qualifiés pour les demi-finales (no 1, no 2).                                                                                                |
|  | Pts, points; J, matchs joués; V, victoires ; N, match nuls ; D, défaites ; PP, points pour ; PC, points contre ; Diff, différence de points. |

### Détails des résultats
| 17 septembre 2005 | Madagascar | 30 - 10 | Côte d'Ivoire | Antananarivo |
| 17 septembre 2005 |            |         |               | Antananarivo |
| 17 septembre 2005 |            |         |               | Antananarivo |

| 1er octobre 2005 | Namibie | 55 - 17 | Madagascar | Windhoek |
| 1er octobre 2005 |         |         |            | Windhoek |
| 1er octobre 2005 |         |         |            | Windhoek |

| 3 septembre 2005 | Côte d'Ivoire | Non disputé | Namibie |  |
| 3 septembre 2005 |               |             |         |  |
| 3 septembre 2005 |               |             |         |  |

### Poule C
| Rang | Nation  | J | V | N | D | Pm | Pe | Diff | Pts |
| ---- | ------- | - | - | - | - | -- | -- | ---- | --- |
| 1    | Maroc   | 2 | 2 | 0 | 0 | 39 | 6  | +33  | 6   |
| 2    | Kenya   | 2 | 1 | 0 | 1 | 40 | 44 | -4   | 4   |
| 3    | Tunisie | 2 | 0 | 0 | 2 | 18 | 47 | -29  | 2   |

|  | Qualifié pour les demi-finales (no 1). |
|  | Pts, points; J, matchs joués; V, victoires ; N, match nuls ; D, défaites ; PP, points pour ; PC, points contre ; Diff, différence de points. |

### Détails des résultats
| 23 avril 2005 | Tunisie | 3 - 10 | Maroc | Tunis |
| 23 avril 2005 |         |        |       | Tunis |
| 23 avril 2005 |         |        |       | Tunis |

| 7 mai 2005 | Maroc | 29 - 3 | Kenya | Casablanca |
| 7 mai 2005 |       |        |       | Casablanca |
| 7 mai 2005 |       |        |       | Casablanca |

| 21 mai 2005 | Kenya | 37 - 15 | Tunisie | Nairobi |
| 21 mai 2005 |       |         |         | Nairobi |
| 21 mai 2005 |       |         |         | Nairobi |

## Phase finale
|  | Demi-finales                 | Demi-finales               |       |    | Finale                 | Finale                 |
|  | Demi-finales                 | Demi-finales               |       |    | Finale                 | Finale                 |
|  |                              |                            |       |    |                        |                        |
|  | le 5 novembre à Casablanca   | le 5 novembre à Casablanca |       |    | le 26 novembre à Paris | le 26 novembre à Paris |
|  | le 5 novembre à Casablanca   | le 5 novembre à Casablanca |       |    | le 26 novembre à Paris | le 26 novembre à Paris |
|  | Maroc                        | 49                         |       |    | le 26 novembre à Paris | le 26 novembre à Paris |
|  | Maroc                        | 49                         |       |    | le 26 novembre à Paris | le 26 novembre à Paris |
|  | Namibie                      | 0                          |       |    | le 26 novembre à Paris | le 26 novembre à Paris |
|  | Namibie                      | 0                          | Maroc | 43 |                        |                        |
|  | le 5 novembre à Antananarivo |                            | Maroc | 43 |                        |                        |
|  |                              | Madagascar                 | 6     |    |                        |                        |
|  | Madagascar                   | Madagascar                 | 6     | 33 |                        |                        |
|  | Madagascar                   |                            |       | 33 |                        |                        |
|  | Afrique du Sud - Amateurs    | 31                         |       |    |                        |                        |
|  | Afrique du Sud - Amateurs    | 31                         |       |    |                        |                        |

### Finale
| 26 novembre 2005 | Maroc | 43 – 6 | Madagascar | Paris |
| 26 novembre 2005 |       |        |            | Paris |
| 26 novembre 2005 |       |        |            | Paris |